# Плотница (река)
Плотница — небольшая речка в Новгородском районе Новгородской области. Расположена в дельте Мсты, является одним из её многочисленных рукавов.
На правом берегу Плотницы расположена церковь Николы на Липне (1292). Река является частью 48-го рыбопромыслового участка Новгородской области.
Во время весеннего половодья русло речки сливается водами Мсты и Ильменя, превращая место, где расположена церковь в небольшой остров, называемый Липно.